# 紀元前68年
紀元前68年（きげんぜん68ねん）は、ローマ暦の年である。

## 他の紀年法
- 干支 : 癸丑
- 日本
  - 崇神天皇30年
  - 皇紀593年
- 中国
  - 前漢 : 地節2年
- 朝鮮
  - 檀紀2266年
- 仏滅紀元 : 476年
- ユダヤ暦 : 3693年 - 3694年

## できごと

### ローマ
- 執政官 - ルシウス・カエキリウス・メテッルス・カプラリウスとクィントゥス・マルキウス・レックス
- （10月6日）ルキウス・リキニウス・ルクッルスが、アルタクサタの戦いでアルメニア王国のティグラネス2世を破った。
- ガイウス・アントニウス・ヒュブリダ、プラエトル（法務官）となる。

### オスロエネ
- アブガル2世がオスロエネの王となる。

## 死去
- アスカロンのアンティオコス、ギリシアの哲学者（* 紀元前130年）
- コルネリア、ルキウス・コルネリウス・キンナの娘、ガイウス・ユリウス・カエサルの最初の妻（* 紀元前94年）
- 霍光、前漢の大司馬大将軍（* 生年不詳）